# Linha Thalwil–Arth
A linha Thalwil–Arth é uma linha férrea suiça que liga Thalwil à estação ferroviária Arth-Goldau em Arth.